# Breach (film)
Breach sau Anti-Life (2020) este un film științifico-fantastic de acțiune cu Bruce Willis care a fost regizat de John Suits. Filmul a fost lansat în cinematografe și pe VOD și pe platformele digitale la 18 decembrie 2020.

## Prezentare
Pe Pământ are loc un eveniment care va duce la dispariția speciei umane, iar 300.000 de supraviețuitori sunt selectați pentru a urca pe o navă spațială numită Arca, care îi va duce într-o nouă colonie numită Noul Pământ. Noah (Cody Kearsley) se urcă clandestin pe Arcă, în timp ce prietena sa gravidă, Hayley (Kassandra Clementi), este pusă în stază ca pasager.

## Distribuție
- Bruce Willis - Clay Young
- Cody Kearsley - Noah
- Callan Mulvey - Teek
- Kassandra Clementi - Hayley
- Rachel Nichols - Chambers
- Timothy V. Murphy - Commander Stanley
- Alexander Kane - Commander Riggins
- Angie Pack - Isabella Ortega
- Thomas Jane - Admiral Kiernan Adams
- Corey Large - Lincoln
- Swen Temmel - Fitzgerald
- Ralf Moeller - Vyrl
- Elicia Davies - Veronica
- Johnny Messner - Blue